# ベルヴィ
ベルヴィ（イタリア語: Belvì）は、イタリア共和国サルデーニャ自治州ヌーオロ県にある、人口約600人の基礎自治体（コムーネ）。

## 地理

### 位置・広がり

#### 隣接コムーネ
隣接するコムーネは以下の通り。
- アリッツォ
- アッツァーラ
- デーズロ
- メアーナ・サルド
- ソルゴノ
- トナーラ